# Rallye-Weltmeisterschaft 1993
Die FIA-Rallye-Weltmeisterschaft 1993 wurde am 21. Januar in Monte Carlo gestartet und endete am 24. November in Großbritannien. Insgesamt wurden 13 Weltmeisterschaftsläufe auf vier Kontinenten gefahren. Juha Kankkunen gewann den vierten Weltmeistertitel und war bis dahin der erfolgreichste Rallyefahrer der Welt.

## Fahrzeuge

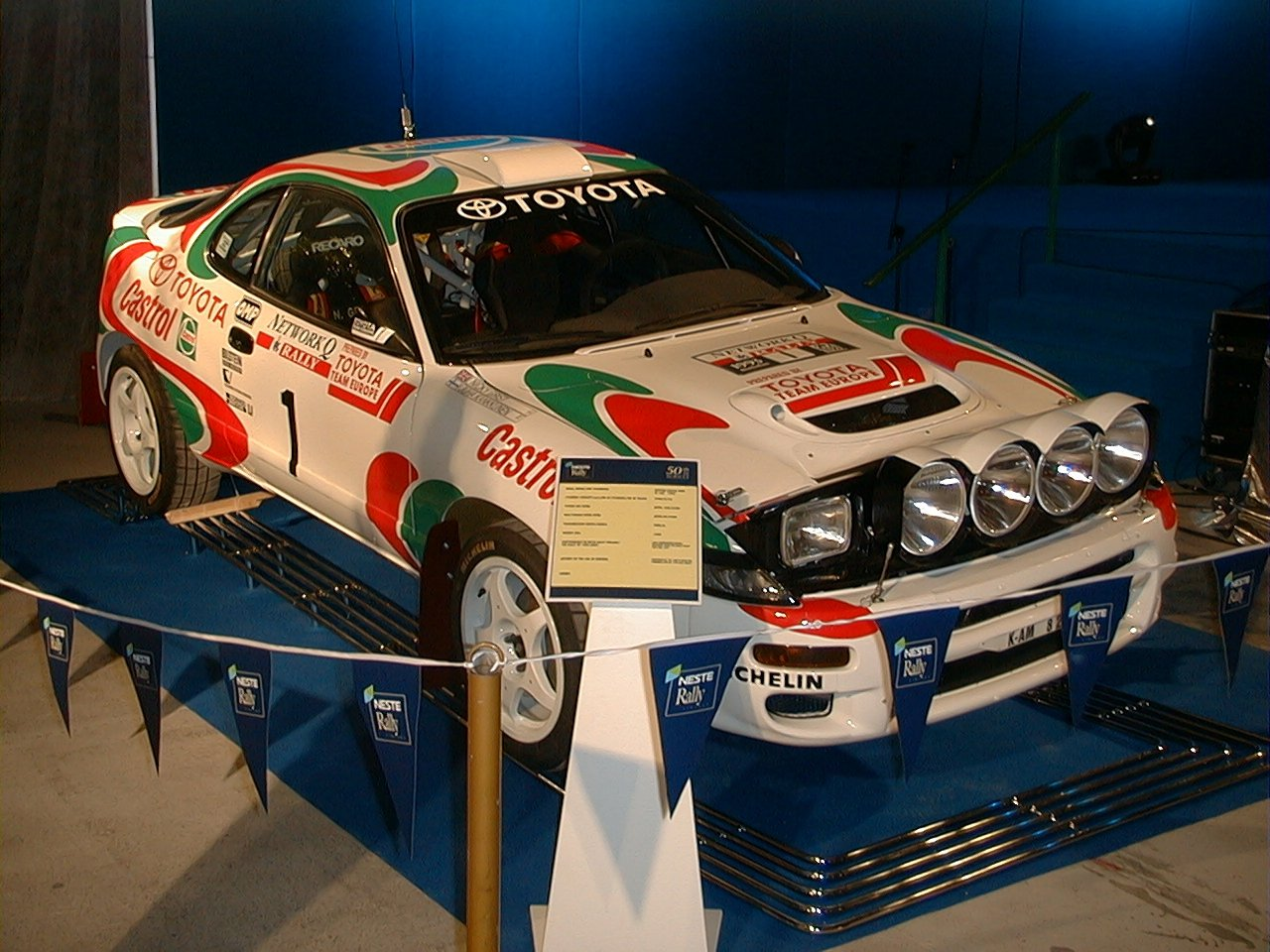
Toyota Celica Turbo 4WD
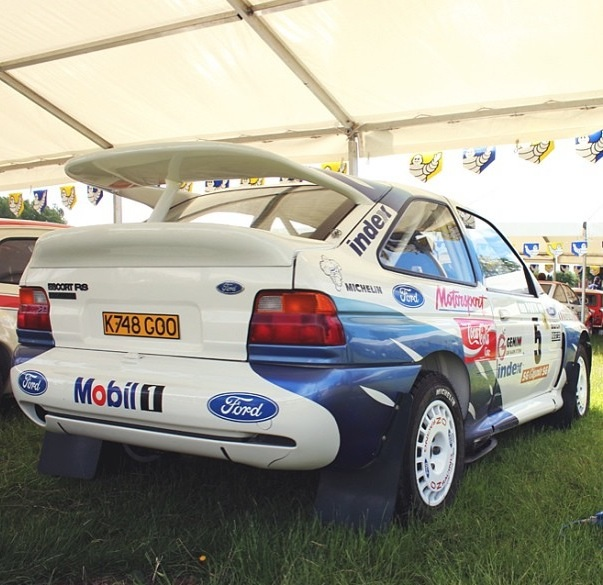
Ford Escort RS Cosworth

## Teams und Fahrer
| Team                            | Hersteller | Auto                                                        | Fahrer              | Rallye              |
| ------------------------------- | ---------- | ----------------------------------------------------------- | ------------------- | ------------------- |
| Jolly Club                      | Lancia     | Lancia Delta HF Integrale                                   | Carlos Sainz senior | 1, 3, 5–8, 10–11    |
| Jolly Club                      | Lancia     | Lancia Delta HF Integrale                                   | Andrea Aghini       | 1, 3, 5–6, 11       |
| Jolly Club                      | Lancia     | Lancia Delta HF Integrale                                   | Gustavo Trelles     | 6–8, 12             |
| Jolly Club                      | Lancia     | Lancia Delta HF Integrale                                   | Dario Cerrato       | 11                  |
| Ford Motor Company              | Ford       | Ford Escort RS Cosworth                                     | Miki Biasion        | 1, 3, 5–8, 10–12    |
| Ford Motor Company              | Ford       | Ford Escort RS Cosworth                                     | François Delecour   | 1, 3, 5–6, 8, 10–13 |
| Ford Motor Company              | Ford       | Ford Escort RS Cosworth                                     | Mikael Ericsson     | 2                   |
| Ford Motor Company              | Ford       | Ford Escort RS Cosworth                                     | Sebastian Lindholm  | 2, 9, 13            |
| Ford Motor Company              | Ford       | Ford Escort RS Cosworth                                     | Malcolm Wilson      | 2, 9, 13            |
| Ford Motor Company              | Ford       | Ford Escort RS Cosworth                                     | Fernando Peres      | 3                   |
| Toyota Team Europe              | Toyota     | Toyota Celica GT-Four Turbo 4WD Toyota Celica GT-Four ST165 | Didier Auriol       | 1–2, 5–10, 12–13    |
| Toyota Team Europe              | Toyota     | Toyota Celica GT-Four Turbo 4WD Toyota Celica GT-Four ST165 | Juha Kankkunen      | 1–2, 4, 6–10, 12–13 |
| Toyota Team Europe              | Toyota     | Toyota Celica GT-Four Turbo 4WD Toyota Celica GT-Four ST165 | Mats Jonsson        | 2, 13               |
| Toyota Team Europe              | Toyota     | Toyota Celica GT-Four Turbo 4WD Toyota Celica GT-Four ST165 | Tomas Jansson       | 2                   |
| Toyota Team Europe              | Toyota     | Toyota Celica GT-Four Turbo 4WD Toyota Celica GT-Four ST165 | Markku Alén         | 4                   |
| Toyota Team Europe              | Toyota     | Toyota Celica GT-Four Turbo 4WD Toyota Celica GT-Four ST165 | Ian Duncan          | 4                   |
| Toyota Team Europe              | Toyota     | Toyota Celica GT-Four Turbo 4WD Toyota Celica GT-Four ST165 | Yasuhiro Iwase      | 4                   |
| Toyota Team Europe              | Toyota     | Toyota Celica GT-Four Turbo 4WD Toyota Celica GT-Four ST165 | François Chatriot   | 5                   |
| Toyota Team Europe              | Toyota     | Toyota Celica GT-Four Turbo 4WD Toyota Celica GT-Four ST165 | Yves Loubet         | 5                   |
| Toyota Team Europe              | Toyota     | Toyota Celica GT-Four Turbo 4WD Toyota Celica GT-Four ST165 | Hannu Mikkola       | 9                   |
| Toyota Team Europe              | Toyota     | Toyota Celica GT-Four Turbo 4WD Toyota Celica GT-Four ST165 | Neal Bates          | 10                  |
| Team Mitsubishi Ralliart Europe | Mitsubishi | Mitsubishi Lancer Evolution 1 Mitsubishi Galant VR-4        | Armin Schwarz       | 1, 3, 6, 9, 13      |
| Team Mitsubishi Ralliart Europe | Mitsubishi | Mitsubishi Lancer Evolution 1 Mitsubishi Galant VR-4        | Kenneth Eriksson    | 1, 3, 9, 13         |
| Team Mitsubishi Ralliart Europe | Mitsubishi | Mitsubishi Lancer Evolution 1 Mitsubishi Galant VR-4        | Jarmo Kytölehto     | 2                   |
| Team Mitsubishi Ralliart Europe | Mitsubishi | Mitsubishi Lancer Evolution 1 Mitsubishi Galant VR-4        | Kenneth Bäcklund    | 2                   |
| Team Mitsubishi Ralliart Europe | Mitsubishi | Mitsubishi Lancer Evolution 1 Mitsubishi Galant VR-4        | Kenjirō Shinozuka   | 4                   |
| Team Mitsubishi Ralliart Europe | Mitsubishi | Mitsubishi Lancer Evolution 1 Mitsubishi Galant VR-4        | Ross Dunkerton      | 8, 10               |
| 555 Subaru World Rally Team     | Subaru     | Subaru Legacy RS Subaru Impreza 555 Subaru Vivio Sedan 4WD  | Colin McRae         | 2–6, 8, 10, 13      |
| 555 Subaru World Rally Team     | Subaru     | Subaru Legacy RS Subaru Impreza 555 Subaru Vivio Sedan 4WD  | Hannu Mikkola       | 2                   |
| 555 Subaru World Rally Team     | Subaru     | Subaru Legacy RS Subaru Impreza 555 Subaru Vivio Sedan 4WD  | Per Eklund          | 2                   |
| 555 Subaru World Rally Team     | Subaru     | Subaru Legacy RS Subaru Impreza 555 Subaru Vivio Sedan 4WD  | Markku Alén         | 3, 9                |
| 555 Subaru World Rally Team     | Subaru     | Subaru Legacy RS Subaru Impreza 555 Subaru Vivio Sedan 4WD  | Patrick Njiru       | 4                   |
| 555 Subaru World Rally Team     | Subaru     | Subaru Legacy RS Subaru Impreza 555 Subaru Vivio Sedan 4WD  | Masashi Ishida      | 4                   |
| 555 Subaru World Rally Team     | Subaru     | Subaru Legacy RS Subaru Impreza 555 Subaru Vivio Sedan 4WD  | Ari Vatanen         | 6, 8–10, 13         |
| 555 Subaru World Rally Team     | Subaru     | Subaru Legacy RS Subaru Impreza 555 Subaru Vivio Sedan 4WD  | Possum Bourne       | 8, 10               |
| 555 Subaru World Rally Team     | Subaru     | Subaru Legacy RS Subaru Impreza 555 Subaru Vivio Sedan 4WD  | Piero Liatti        | 11                  |
| 555 Subaru World Rally Team     | Subaru     | Subaru Legacy RS Subaru Impreza 555 Subaru Vivio Sedan 4WD  | Richard Burns       | 13                  |
| 555 Subaru World Rally Team     | Subaru     | Subaru Legacy RS Subaru Impreza 555 Subaru Vivio Sedan 4WD  | Alister McRae       | 13                  |
| Opel Team Sweden                | Opel       | Opel Calibra Turbo 4×4                                      | Stig Blomqvist      | 2                   |
| Astra Racing                    | Lancia     | Lancia Delta HF Integrale                                   | Tommi Mäkinen       | 2, 6, 9             |
| Astra Racing                    | Lancia     | Lancia Delta HF Integrale                                   | Alex Fiorio         | 3, 6, 11–12         |
| Astra Racing                    | Lancia     | Lancia Delta HF Integrale                                   | Jorge Recalde       | 3                   |
| Ford Italia                     | Ford       | Ford Escort (Europe) RS Cosworth                            | Gianfranco Cunico   | 11                  |

## Kalender
Die eingetragenen Kilometer entsprechen der Distanz der Wertungsprüfungen. Die Distanz der Verbindungsstrecken zwischen den einzelnen WPs ist nicht enthalten (außer bei der Rallye Kenia).
| Rallye                                      | Rang | Fahrer              | Fahrzeug                  | Gesamtzeit Std:Min:Sek | Anzahl WP         | Länge       | Gestartet | im Ziel |  |
| ------------------------------------------- | ---- | ------------------- | ------------------------- | ---------------------- | ----------------- | ----------- | --------- | ------- |  |
| Rallye Monte Carlo 23.–27. Januar 1993      | 1.   | Didier Auriol       | Toyota Celica Turbo 4WD   | 6:13:43                | 22                | 593,62 km   | 167       | 86      |  |
| Rallye Monte Carlo 23.–27. Januar 1993      | 2.   | François Delecour   | Ford Escort RS Cosworth   | + 00:15                | 22                | 593,62 km   | 167       | 86      |  |
| Rallye Monte Carlo 23.–27. Januar 1993      | 3.   | Miki Biasion        | Ford Escort RS Cosworth   | + 03:16                | 22                | 593,62 km   | 167       | 86      |  |
|                                             |      |                     |                           |                        |                   |             |           |         |  |
| Rallye Schweden 12.–24. Februar 1993        | 1.   | Mats Jonsson        | Toyota Celica Turbo 4WD   | 4:49:05                | 28                | 519,63 km   | 109       | 52      |  |
| Rallye Schweden 12.–24. Februar 1993        | 2.   | Juha Kankkunen      | Toyota Celica Turbo 4WD   | + 00:13                | 28                | 519,63 km   | 109       | 52      |  |
| Rallye Schweden 12.–24. Februar 1993        | 3.   | Colin McRae         | Subaru Legacy RS          | + 00:28                | 28                | 519,63 km   | 109       | 52      |  |
|                                             |      |                     |                           |                        |                   |             |           |         |  |
| Rallye Portugal 3.–6. März 1993             | 1.   | François Delecour   | Ford Escort RS Cosworth   | 6:20:37                | 37                | 576,13,0 km | 84        | 32      |  |
| Rallye Portugal 3.–6. März 1993             | 2.   | Miki Biasion        | Ford Escort RS Cosworth   | + 00:55                | 37                | 576,13,0 km | 84        | 32      |  |
| Rallye Portugal 3.–6. März 1993             | 3.   | Andrea Aghini       | Lancia Delta HF Integrale | + 02:40                | 37                | 576,13,0 km | 84        | 32      |  |
|                                             |      |                     |                           |                        |                   |             |           |         |  |
| Rallye Kenia 8.–12. April 1993              | 1.   | Juha Kankkunen      | Toyota Celica Turbo 4WD   | 3:54 Min Strafzeit     | 79 Zeitkontrollen | 3719 km     | 44        | 17      |  |
| Rallye Kenia 8.–12. April 1993              | 2.   | Markku Alén         | Toyota Celica Turbo 4WD   | 4:03 Min Strafzeit     | 79 Zeitkontrollen | 3719 km     | 44        | 17      |  |
| Rallye Kenia 8.–12. April 1993              | 3.   | Ian Duncan          | Toyota Celica Turbo 4WD   | 5:24 Min Strafzeit     | 79 Zeitkontrollen | 3719 km     | 44        | 17      |  |
|                                             |      |                     |                           |                        |                   |             |           |         |  |
| Rallye Korsika 2.–4. Mai 1993               | 1.   | François Delecour   | Ford Escort RS Cosworth   | 6:14:41                | 24                | 556,42 km   | 85        | 44      |  |
| Rallye Korsika 2.–4. Mai 1993               | 2.   | Didier Auriol       | Toyota Celica Turbo 4WD   | + 01:02                | 24                | 556,42 km   | 85        | 44      |  |
| Rallye Korsika 2.–4. Mai 1993               | 3.   | François Chatriot   | Toyota Celica Turbo 4WD   | + 02:42                | 24                | 556,42 km   | 85        | 44      |  |
|                                             |      |                     |                           |                        |                   |             |           |         |  |
| Rallye Griechenland 30. Mai–1. Juni 1993    | 1.   | Miki Biasion        | Ford Escort RS Cosworth   | 6:54:35                | 36                | 545,39 km   | 93        | 46      |  |
| Rallye Griechenland 30. Mai–1. Juni 1993    | 2.   | Carlos Sainz senior | Lancia Delta HF Integrale | + 01:13                | 36                | 545,39 km   | 93        | 46      |  |
| Rallye Griechenland 30. Mai–1. Juni 1993    | 3.   | Armin Schwarz       | Mitsubishi Lancer RS      | + 02:44                | 36                | 545,39 km   | 93        | 46      |  |
|                                             |      |                     |                           |                        |                   |             |           |         |  |
| Rallye Argentinien 14.–17. Juli 1993        | 1.   | Juha Kankkunen      | Toyota Celica Turbo 4WD   | 5:32:31                | 25                | 507,13 km   | 86        | 30      |  |
| Rallye Argentinien 14.–17. Juli 1993        | 2.   | Miki Biasion        | Ford Escort RS Cosworth   | + 01:54                | 25                | 507,13 km   | 86        | 30      |  |
| Rallye Argentinien 14.–17. Juli 1993        | 3.   | Didier Auriol       | Toyota Celica Turbo 4WD   | + 16:58                | 25                | 507,13 km   | 86        | 30      |  |
|                                             |      |                     |                           |                        |                   |             |           |         |  |
| Rallye Neuseeland 5.–8. August 1993         | 1.   | Colin McRae         | Subaru Legacy RS          | 6:12:31                | 36                | 573,65 km   | 75        | 46      |  |
| Rallye Neuseeland 5.–8. August 1993         | 2.   | François Delecour   | Ford Escort RS Cosworth   | + 00:27                | 36                | 573,65 km   | 75        | 46      |  |
| Rallye Neuseeland 5.–8. August 1993         | 3.   | Didier Auriol       | Toyota Celica Turbo 4WD   | + 00:29                | 36                | 573,65 km   | 75        | 46      |  |
|                                             |      |                     |                           |                        |                   |             |           |         |  |
| Rallye Finnland 27.–29. August 1993         | 1.   | Juha Kankkunen      | Toyota Celica Turbo 4WD   | 4:23:51                | 35                | 507,53 km   | 113       | 61      |  |
| Rallye Finnland 27.–29. August 1993         | 2.   | Ari Vatanen         | Subaru Impreza 555        | + 00:47                | 35                | 507,53 km   | 113       | 61      |  |
| Rallye Finnland 27.–29. August 1993         | 3.   | Didier Auriol       | Toyota Celica Turbo 4WD   | + 02:10                | 35                | 507,53 km   | 113       | 61      |  |
|                                             |      |                     |                           |                        |                   |             |           |         |  |
| Rallye Australien 18.–21. September 1993    | 1.   | Juha Kankkunen      | Toyota Celica Turbo 4WD   | 5:19:58                | 34                | 550,61 km   | 84        | 45      |  |
| Rallye Australien 18.–21. September 1993    | 2.   | Ari Vatanen         | Subaru Legacy RS          | + 05:52                | 34                | 550,61 km   | 84        | 45      |  |
| Rallye Australien 18.–21. September 1993    | 3.   | François Delecour   | Ford Escort RS Cosworth   | + 23:44                | 34                | 550,61 km   | 84        | 45      |  |
|                                             |      |                     |                           |                        |                   |             |           |         |  |
| Rallye Italien 11.–13. Oktober 1993         | 1.   | Franco Cunico       | Ford Escort RS Cosworth   | 6:19:40                | 27                | 520,69 km   | 120       | 57      |  |
| Rallye Italien 11.–13. Oktober 1993         | 2.   | Patrick Snijers     | Lancia Delta HF Integrale | + 01:38                | 27                | 520,69 km   | 120       | 57      |  |
| Rallye Italien 11.–13. Oktober 1993         | 3.   | Gilberto Pianezzola | Ford Escort RS Cosworth   | + 10:28                | 27                | 520,69 km   | 120       | 57      |  |
|                                             |      |                     |                           |                        |                   |             |           |         |  |
| Rallye Spanien 2.–4. November 1993          | 1.   | François Delecour   | Ford Escort RS Cosworth   | 5:36:19                | 29                | 513,60 km   | 95        | 39      |  |
| Rallye Spanien 2.–4. November 1993          | 2.   | Didier Auriol       | Toyota Celica Turbo 4WD   | + 01:00                | 29                | 513,60 km   | 95        | 39      |  |
| Rallye Spanien 2.–4. November 1993          | 3.   | Juha Kankkunen      | Toyota Celica Turbo 4WD   | + 04:09                | 29                | 513,60 km   | 95        | 39      |  |
|                                             |      |                     |                           |                        |                   |             |           |         |  |
| Rallye Großbritannien 21.–24. November 1993 | 1.   | Juha Kankkunen      | Toyota Celica Turbo 4WD   | 6:25:48                | 35                | 547,94 km   | 165       | 94      |  |
| Rallye Großbritannien 21.–24. November 1993 | 2.   | Kenneth Eriksson    | Mitsubishi Lancer RS      | + 01:44                | 35                | 547,94 km   | 165       | 94      |  |
| Rallye Großbritannien 21.–24. November 1993 | 3.   | Malcolm Wilson      | Ford Escort RS Cosworth   | + 05:38                | 35                | 547,94 km   | 165       | 94      |  |

| Farbe  | Untergrund |
| ------ | ---------- |
| Gold   | Schotter   |
| Silber | Asphalt    |
| Blau   | Eis/Schnee |
| Bronze | Gemischt   |

## Klassifikationen
| Punkteverteilung | Punkteverteilung | Punkteverteilung | Punkteverteilung | Punkteverteilung | Punkteverteilung | Punkteverteilung | Punkteverteilung | Punkteverteilung | Punkteverteilung | Punkteverteilung |
| ---------------- | ---------------- | ---------------- | ---------------- | ---------------- | ---------------- | ---------------- | ---------------- | ---------------- | ---------------- | ---------------- |
| Rang             | 1                | 2                | 3                | 4                | 5                | 6                | 7                | 8                | 9                | 10               |
| Punkte           | 20               | 15               | 12               | 10               | 8                | 6                | 4                | 3                | 2                | 1                |

### Fahrerwertung
| Rang | Fahrer                 | MON | SWE | POR | KEN | FRA | GRE | ARG | NZL | FIN | AUS | ITA | ESP | GBR | Punkte |
| ---- | ---------------------- | --- | --- | --- | --- | --- | --- | --- | --- | --- | --- | --- | --- | --- | ------ |
| 1    | Juha Kankkunen         | (8) | 15  | –   | 20  | –   | –   | 20  | 8   | 20  | 20  | –   | 12  | 20  | 135    |
| 2    | François Delecour      | 15  | –   | 20  | –   | 20  | –   | –   | 15  | –   | 12  | –   | 20  | 10  | 112    |
| 3    | Didier Auriol          | 20  | –   | –   | –   | 15  | –   | 12  | 12  | 12  | –   | –   | 15  | 6   | 92     |
| 4    | Miki Biasion           | 12  | –   | 15  | –   | 4   | 20  | 15  | –   | –   | –   | –   | 10  | –   | 76     |
| 5    | Colin McRae            | –   | 12  | 4   | –   | 8   | –   | –   | 20  | –   | 6   | –   | –   | –   | 50     |
| 6    | Carlos Sainz senior    | –   | –   | –   | –   | 10  | 15  | –   | 10  | –   | –   | 15  | –   | –   | 50     |
| 7    | Kenneth Eriksson       | 10  | –   | 8   | –   | –   | –   | –   | –   | 8   | –   | –   | –   | 15  | 41     |
| 8    | Ari Vatanen            | –   | –   | –   | –   | –   | –   | –   | –   | 15  | 15  | –   | –   | 8   | 38     |
| 9    | Gustavo Trelles        | –   | –   | –   | –   | –   | 8   | 10  | 4   | –   | –   | –   | 6   | –   | 28     |
| 10   | Tommi Mäkinen          | –   | 10  | –   | –   | –   | 6   | –   | –   | 10  | –   | –   | –   | –   | 26     |
| 11   | Markku Alén            | –   | –   | 10  | 15  | –   | –   | –   | –   | –   | –   | –   | –   | –   | 25     |
| 12   | Armin Schwarz          | 6   | –   | –   | –   | –   | 12  | –   | –   | 2   | –   | –   | –   | 3   | 23     |
| 13   | Mats Jonsson           | –   | 20  | –   | –   | –   | –   | –   | –   | –   | –   | –   | –   | 2   | 22     |
| 14   | Andrea Aghini          | –   | –   | 12  | –   | –   | 10  | –   | –   | –   | –   | –   | –   | –   | 22     |
| 15   | Franco Cunico          | –   | –   | –   | –   | –   | –   | –   | –   | –   | –   | 20  | –   | –   | 20     |
| 16   | Alex Fiorio            | –   | –   | 6   | –   | –   | 4   | –   | –   | –   | –   | –   | 8   | –   | 18     |
| 17   | Bruno Thiry            | 3   | –   | 1   | –   | –   | –   | –   | –   | –   | –   | 8   | 4   | –   | 16     |
| 18   | Patrick Snijers        | –   | –   | –   | –   | –   | –   | –   | –   | –   | –   | 15  | –   | –   | 15     |
| 19   | Ian Duncan             | –   | –   | –   | 12  | –   | –   | –   | –   | –   | –   | –   | –   | –   | 12     |
| 19   | François Chatriot      | –   | –   | –   | –   | 12  | –   | –   | –   | –   | –   | –   | –   | –   | 12     |
| 19   | Gilberto Pianezzola    | –   | –   | –   | –   | –   | –   | –   | –   | –   | –   | 12  | –   | –   | 12     |
| 19   | Malcolm Wilson         | –   | –   | –   | –   | –   | –   | –   | –   | –   | –   | –   | –   | 12  | 12     |
| 23   | Josef Haider           | –   | 4   | –   | –   | –   | –   | –   | –   | –   | 8   | –   | –   | –   | 12     |
| 24   | Yasuhiro Iwase         | –   | –   | –   | 10  | –   | –   | –   | –   | –   | –   | –   | –   | –   | 10     |
| 24   | Ross Dunkerton         | –   | –   | –   | –   | –   | –   | –   | –   | –   | 10  | –   | –   | –   | 10     |
| 24   | Piero Liatti           | –   | –   | –   | –   | –   | –   | –   | –   | –   | –   | 10  | –   | –   | 10     |
| 27   | Björn Johansson        | –   | 8   | –   | –   | –   | –   | –   | –   | –   | –   | –   | –   | –   | 8      |
| 27   | Guy Jack               | –   | –   | –   | 8   | –   | –   | –   | –   | –   | –   | –   | –   | –   | 8      |
| 27   | Carlos Menem jr.       | –   | –   | –   | –   | –   | –   | 8   | –   | –   | –   | –   | –   | –   | 8      |
| 30   | Rudi Stohl             | –   | –   | –   | 3   | –   | –   | 4   | –   | –   | –   | –   | –   | –   | 7      |
| 31   | Per Eklund             | –   | 6   | –   | –   | –   | –   | –   | –   | –   | –   | –   | –   | –   | 6      |
| 31   | Ashok Pattni           | –   | –   | –   | 6   | –   | –   | –   | –   | –   | –   | –   | –   | –   | 6      |
| 31   | Bernard Béguin         | –   | –   | –   | –   | 6   | –   | –   | –   | –   | –   | –   | –   | –   | 6      |
| 31   | Mohammed bin Sulayem   | –   | –   | –   | –   | –   | –   | 6   | –   | –   | –   | –   | –   | –   | 6      |
| 31   | Peter Bourne           | –   | –   | –   | –   | –   | –   | –   | 6   | –   | –   | –   | –   | –   | 6      |
| 31   | Sebastian Lindholm     | –   | –   | –   | –   | –   | –   | –   | –   | 6   | –   | –   | –   | –   | 6      |
| 31   | Renato Travaglia       | –   | –   | –   | –   | –   | –   | –   | –   | –   | –   | 6   | –   | –   | 6      |
| 38   | Olivier Burri          | 4   | –   | –   | –   | –   | –   | –   | –   | –   | –   | –   | –   | –   | 4      |
| 38   | Marco Brighetti        | –   | –   | –   | 4   | –   | –   | –   | –   | –   | –   | –   | –   | –   | 4      |
| 38   | Hannu Mikkola          | –   | –   | –   | –   | –   | –   | –   | –   | 4   | –   | –   | –   | –   | 4      |
| 38   | Ed Ordynski            | –   | –   | –   | –   | –   | –   | –   | –   | –   | 4   | –   | –   | –   | 4      |
| 38   | Andrea Dallavilla      | –   | –   | –   | –   | –   | –   | –   | –   | –   | –   | 4   | –   | –   | 4      |
| 38   | Richard Burns          | –   | –   | –   | –   | –   | –   | –   | –   | –   | –   | –   | –   | 4   | 4      |
| 44   | Alex Fassina           | –   | –   | 2   | –   | –   | 1   | –   | –   | –   | –   | 1   | –   | –   | 4      |
| 45   | Kenneth Bäcklund       | –   | 3   | –   | –   | –   | –   | –   | –   | –   | –   | –   | –   | –   | 3      |
| 45   | Jorge Bica             | –   | –   | 3   | –   | –   | –   | –   | –   | –   | –   | –   | –   | –   | 3      |
| 45   | Jean Ragnotti          | –   | –   | –   | –   | 3   | –   | –   | –   | –   | –   | –   | –   | –   | 3      |
| 45   | Kóstas Apostolou       | –   | –   | –   | –   | –   | 3   | –   | –   | –   | –   | –   | –   | –   | 3      |
| 45   | António Coutinho       | –   | –   | –   | –   | –   | –   | 3   | –   | –   | –   | –   | –   | –   | 3      |
| 45   | Neil Allport           | –   | –   | –   | –   | –   | –   | –   | 3   | –   | –   | –   | –   | –   | 3      |
| 45   | Lasse Lampi            | –   | –   | –   | –   | –   | –   | –   | –   | 3   | –   | –   | –   | –   | 3      |
| 45   | Neal Bates             | –   | –   | –   | –   | –   | –   | –   | –   | –   | 3   | –   | –   | –   | 3      |
| 45   | Angelo Medeghini       | –   | –   | –   | –   | –   | –   | –   | –   | –   | –   | 3   | –   | –   | 3      |
| 45   | Luís Climent           | –   | –   | –   | –   | –   | –   | –   | –   | –   | –   | –   | 3   | –   | 3      |
| 55   | Christophe Spiliotis   | 2   | –   | –   | –   | –   | –   | –   | –   | –   | –   | –   | –   | –   | 2      |
| 55   | Jarmo Kytölehto        | –   | 2   | –   | –   | –   | –   | –   | –   | –   | –   | –   | –   | –   | 2      |
| 55   | Basmat Shamji          | –   | –   | –   | 2   | –   | –   | –   | –   | –   | –   | –   | –   | –   | 2      |
| 55   | Alain Oreille          | –   | –   | –   | –   | 2   | –   | –   | –   | –   | –   | –   | –   | –   | 2      |
| 55   | Níkos Tsadaris         | –   | –   | –   | –   | –   | 2   | –   | –   | –   | –   | –   | –   | –   | 2      |
| 55   | Gabriel Raies          | –   | –   | –   | –   | –   | –   | 2   | –   | –   | –   | –   | –   | –   | 2      |
| 55   | Joe McAndrew           | –   | –   | –   | –   | –   | –   | –   | 2   | –   | –   | –   | –   | –   | 2      |
| 55   | Kiyoshi Inoue          | –   | –   | –   | –   | –   | –   | –   | –   | –   | 2   | –   | –   | –   | 2      |
| 55   | Freddy Loix            | –   | –   | –   | –   | –   | –   | –   | –   | –   | –   | 2   | –   | –   | 2      |
| 55   | Mía Bardolet           | –   | –   | –   | –   | –   | –   | –   | –   | –   | –   | –   | 2   | –   | 2      |
| 65   | Jean-Baptiste Serpaggi | 1   | –   | –   | –   | –   | –   | –   | –   | –   | –   | –   | –   | –   | 1      |
| 65   | Per Svan               | –   | 1   | –   | –   | –   | –   | –   | –   | –   | –   | –   | –   | –   | 1      |
| 65   | Manfred Stohl          | –   | –   | –   | 1   | –   | –   | –   | –   | –   | –   | –   | –   | –   | 1      |
| 65   | Giovanni Manfrinato    | –   | –   | –   | –   | 1   | –   | –   | –   | –   | –   | –   | –   | –   | 1      |
| 65   | José Ceccheto          | –   | –   | –   | –   | –   | –   | 1   | –   | –   | –   | –   | –   | –   | 1      |
| 65   | Yoshio Fujimoto        | –   | –   | –   | –   | –   | –   | –   | 1   | –   | –   | –   | –   | –   | 1      |
| 65   | Marcus Grönholm        | –   | –   | –   | –   | –   | –   | –   | –   | 1   | –   | –   | –   | –   | 1      |
| 65   | David Officer          | –   | –   | –   | –   | –   | –   | –   | –   | –   | 1   | –   | –   | –   | 1      |
| 65   | Oriol Gómez            | –   | –   | –   | –   | –   | –   | –   | –   | –   | –   | –   | 1   | –   | 1      |
| 65   | Alister McRae          | –   | –   | –   | –   | –   | –   | –   | –   | –   | –   | –   | –   | 1   | 1      |
| Rang | Fahrer                 | MON | SWE | POR | KEN | FRA | GRE | ARG | NZL | FIN | AUS | ITA | ESP | GBR | Punkte |

### Herstellerwertung
| Rang | Team       | MON | SWE | POR | KEN | FRA | GRE | ARG | NZL  | FIN | AUS  | ITA | ESP | GBR | Punkte |
| ---- | ---------- | --- | --- | --- | --- | --- | --- | --- | ---- | --- | ---- | --- | --- | --- | ------ |
| 1    | Toyota     | 17  | 20  | 20  | –   | 17  | –   | 20  | (14) | 20  | 20   | –   | –   | 20  | 157    |
| 2    | Ford       | 17  | –   | 20  | –   | 20  | 20  | 17  | 17   | –   | (14) | –   | 20  | 14  | 145    |
| 3    | Subaru     | –   | 14  | 12  | –   | 10  | –   | –   | 20   | 17  | 17   | 10  | –   | 10  | 110    |
| 4    | Lancia     | –   | –   | 14  | –   | 12  | 17  | 12  | 12   | –   | –    | 17  | 8   | –   | 92     |
| 5    | Mitsubishi | 12  | 11  | 10  | –   | –   | 14  | –   | –    | 10  | 12   | –   | –   | 17  | 86     |